# Ryzykant
Ryzykant – amerykański film z 2005 roku w reżyserii Keoni Waxman.

## Obsada
- Roselyn Sanchez – Jezebel
- Callum Keith Rennie – Mortensen
- Phi-Long Nguyen – Jaimee
- Angus MacFadyen – Tenderloin Tony
- Devon Sawa – Paul
- Daniel Newman – Easy
- Michael Arata – Adwokat
- Freddie Prinze Jr. – Jericho
- Ving Rhames – Cueball Carl
- Danny Cosmo Higginbottom – Fry Cook
- Mark Krasnoff – Larry
- Sienna Guillory – Jezebel
- Vinnie Jones – Tenderloin Tony